# Kalletal
Kalletal is een gemeente in de Duitse deelstaat Noordrijn-Westfalen, gelegen in de Kreis Lippe. De gemeente Kalletal telt 13.385 inwoners (31 december 2020) op een oppervlakte van 112,42 km².
De gemeente ontstond door de samenvoeging van meerdere Duitse gemeenten in 1969, en is vernoemd naar het riviertje de Kalle. 

## Geografie
Door het gemeentelijk grondgebied stroomt het riviertje de Kalle, die op 46 meter hoogte in het uiterste noordwesten  in de Wezer uitmondt.
De noordgrens van de gemeente is de rivier de Wezer (bij Erder, Varenholz en Stemmen).
De gemeente ligt in een,  minder bebost dan in de omstreken, tot circa 300 meter hoog heuvelland. Dit is een overgangszone tussen het Teutoburger Woud in het westen en het Wezerbergland in het noordoosten. Het is een streek met vruchtbare lössbodems, en daarom van oudsher een akkerbouwgebied.
Buurgemeentes zijn o.a. Porta Westfalica in het noorden, Lemgo in het zuidwesten, Vlotho en Bad Salzuflen in het westen, Rinteln in het noordoosten, Extertal in het oosten, Aerzen in het zuidoosten, en Dörentrup en Barntrup in het zuiden.

## Plaatsen in de gemeente Kalletal
De gemeente is verdeeld in 16 ambtelijke Ortsteile:

De Ortsteile van de gemeente Kalletal

| - Asendorf (230) - Bavenhausen (737) - Bentorf (951) - Brosen (352) - Erder (676) - Heidelbeck (536) | - Henstorf (178) - Hohenhausen ( 3.533; zetel van het gemeentebestuur) - Kalldorf (1.182) - Langenholzhausen (1.270) | - Lüdenhausen (961) - Osterhagen (28) - Stemmen (942) - Talle (1.013) - Varenholz (614) - Westorf (802) |

Tussen haakjes het aantal inwoners volgens de gemeentewebsite (zie: www.kalletal.de/Leben-in-Kalletal/Ortschaften.htm )
Totaal gehele gemeente: 14.005 inwoners. Peildatum: onbekend.
Dorpen en gehuchten in de gemeente Kalletal, die niet de status van Ortsteil hebben:
- Dalbke
- Echternhagen
- Elfenborn
- Faulensiek
- Harkemissen
- Herbrechtsdorf
- Niedermeien
- Rentorf
- Tevenhausen
- Waterloo
- Hellinghausen
- Selsen
- Rafeld

## Infrastructuur
De afritten voorbij Porta Westfalica van de  Autobahn A2 op 15-20 km ten noordwesten van Kalletal, zijn de dichtstbijzijnde aansluitingen op het autosnelwegnet.  De Bundesstraße 238 loopt vanuit het zuiden (Lemgo) noordwaarts door Kalletal en verder naar Rinteln. 
Voor openbaar vervoer zie het vermelde onder Hohenhausen.

## Geschiedenis, economie
Alle dorpen in de gemeente ontstonden reeds in de middeleeuwen, meestal tussen de 12e en 15e eeuw.

Graafschap Lippe in 1580

In de late 16e en 17e eeuw lag de tegenwoordige gemeente Kalletal in het Graafschap Lippe. Graaf Simon VI van Lippe was zelf van het lutheranisme tot het calvinisme bekeerd, en voerde deze richting van het protestantse christendom in 1602 ook in zijn graafschap als staatsgodsdienst in (met de stad Lemgo, die luthers bleef, als uitzondering).
Als gevolg hiervan zijn in het voormalige graafschap Lippe, en dus ook in de gemeente Kalletal, de meeste christenen (en dus ook de kerkgebouwen) lid van de, calvinistisch georiënteerde, Evangelisch-reformierte Kirche.  Het graafschap ging later op in het Vorstendom Lippe en vanaf 1871 in het Duitse Keizerrijk.
In de gemeente trad vanaf de 18e eeuw economische achteruitgang op, mede doordat de ontwikkeling van een haven aan de Wezer bij Erder door concurrentie van andere, door de Pruisische regering ondersteunde steden, o.a. Minden, werd geblokkeerd. In de 19e eeuw was de omgeving van Hohenhausen en Varenholz berucht vanwege haar armoede. Velen werkten als seizoensarbeider in o.a. Nederland (hannekemaaiers) of emigreerden naar de Verenigde Staten.  In de eerste jaren na de Tweede Wereldoorlog, die betrekkelijk ongemerkt aan Kalletal was voorbijgegaan, was er door de immigratie van enkele duizenden Heimatvertriebene een tijdelijke sterke bevolkingsaanwas. Langs de Wezer waren in deze tijd enkele kleine steen- en grindgroeves in bedrijf. Mede, doordat Kalletal na 1970 slechts beperkt van de opkomst van het toerisme wist te profiteren, en de achteruitgang van de werkgelegenheid en het economisch perspectief in de agrarische sector, bleef Kalletal een economisch zwak gebied, wat ook zijn weerslag heeft op het bevolkingscijfer. Dit vertoont sedert circa 1990 een dalende tendens. Kalletal kende anno 2020 nog steeds geen belangrijke industrie, en vrijwel alleen van lokaal belang zijnd midden- en kleinbedrijf; relatief veel inwoners zijn woonforensen met een werkkring in steden in de omgeving. Het enige internationaal opererende bedrijf in de gemeente is Meyra te Kalldorf (invalidenwagens, elektrische rolstoelen e.d.), dat na een faillissement in 2013 een doorstart maakte en in bezit kwam van een Poolse branchegenoot.

## Bezienswaardigheden
- De gemeente, die in een afwisselend landschap ligt, dat rijk is aan natuurschoon, heeft talrijke fiets- en vooral wandelroutes uitgezet; deze kunnen via de website van de gemeente worden gedownload.
- Het bosmuseum te Heidelbeck: In 2021 is een modernisering, alsmede  de aanleg van een zogeheten bos-beleveniscentrum gepland.
- Verscheidene schilderachtige, oude molens

## Afbeeldingen

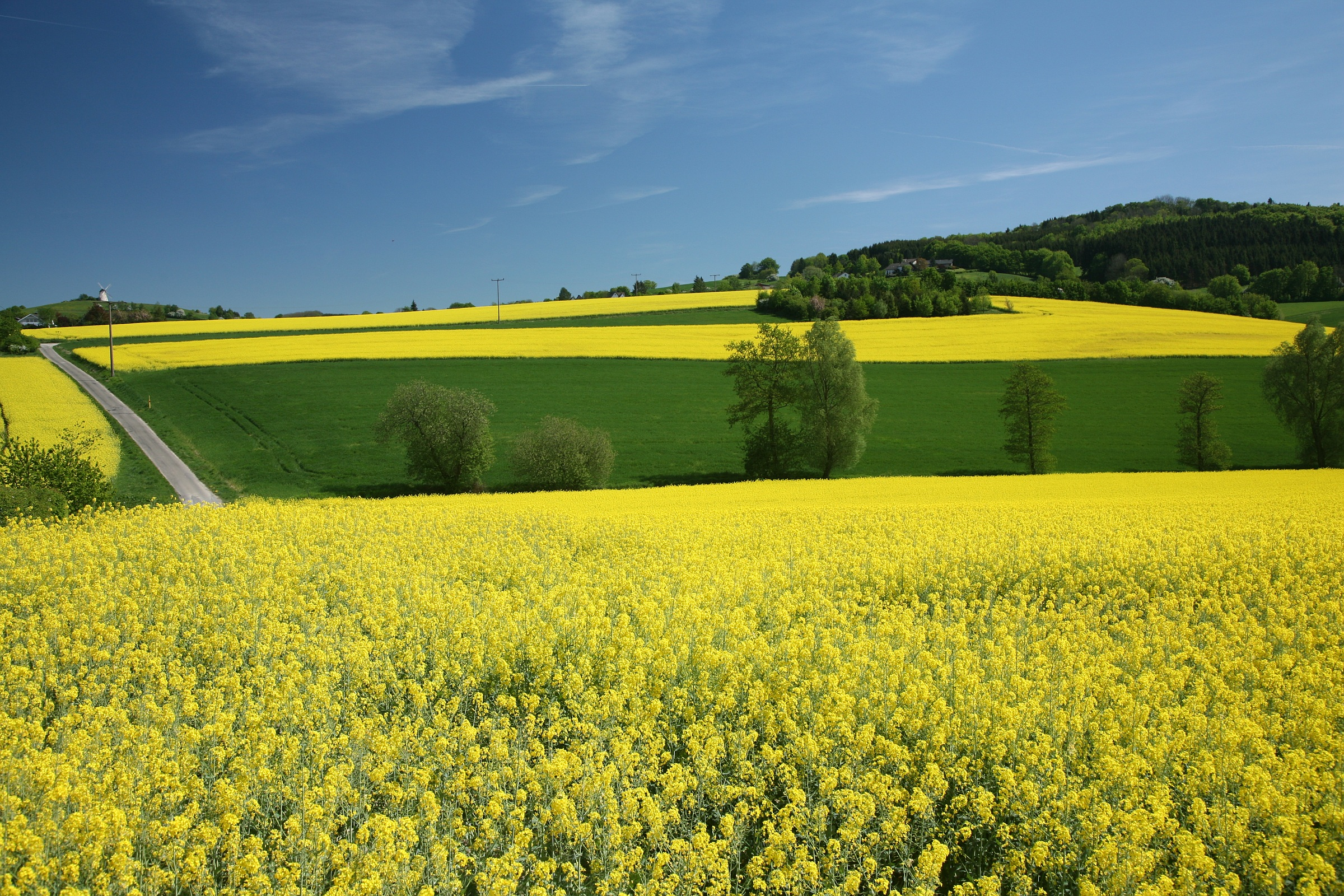
Koolzaadolieveld bij Bavenhausen, op de achtergrond de Bavenhausener Mühle
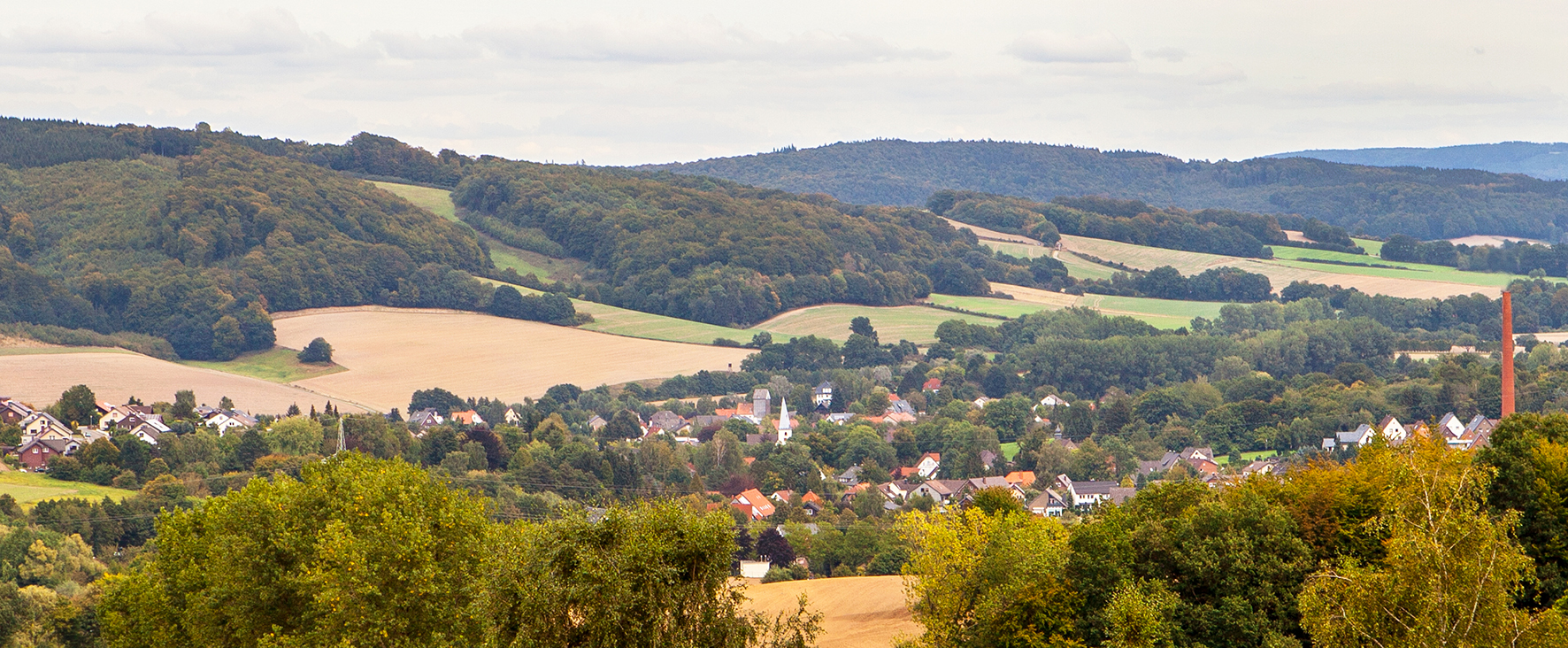
Hohenhausen
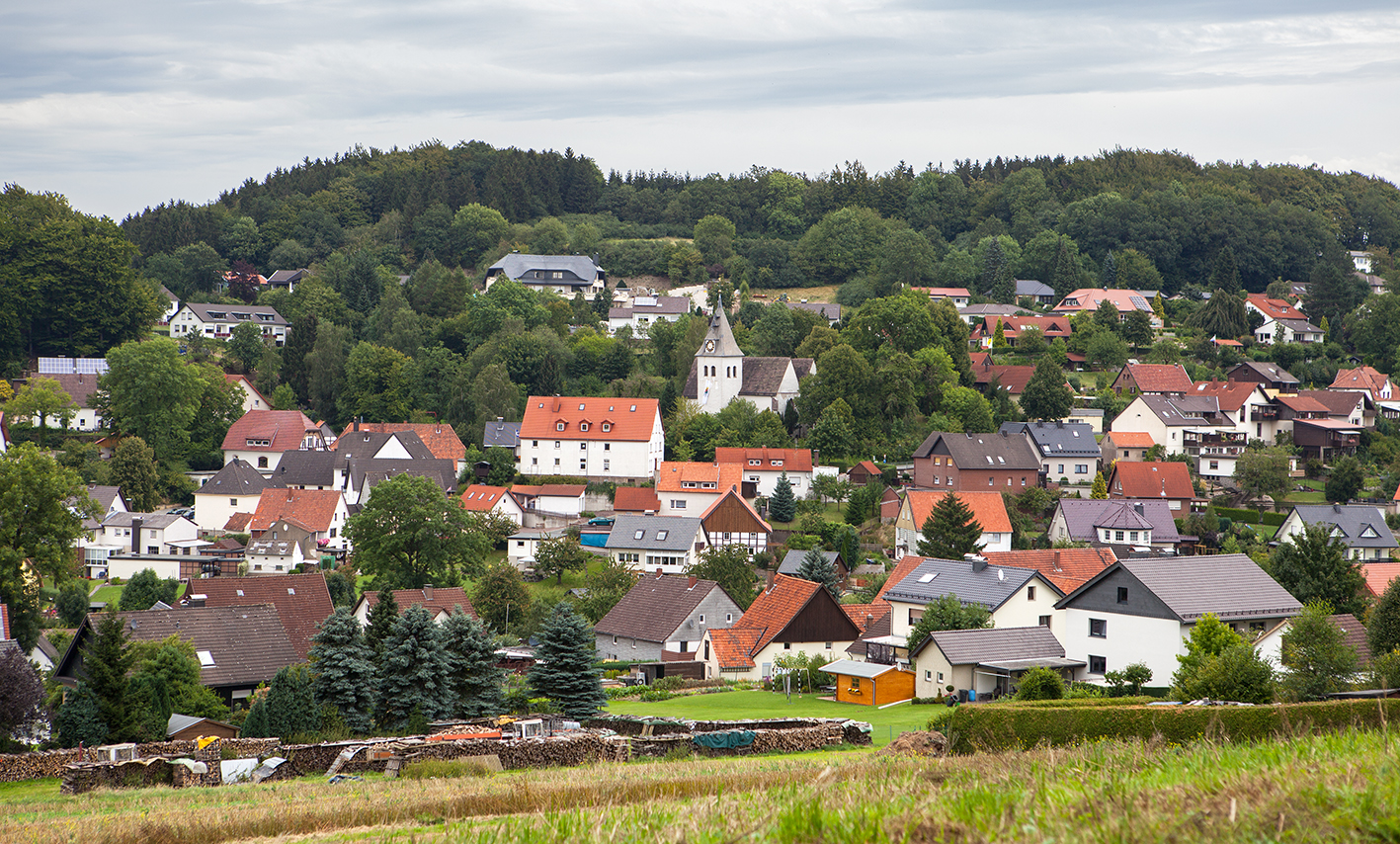
Het dorp Talle
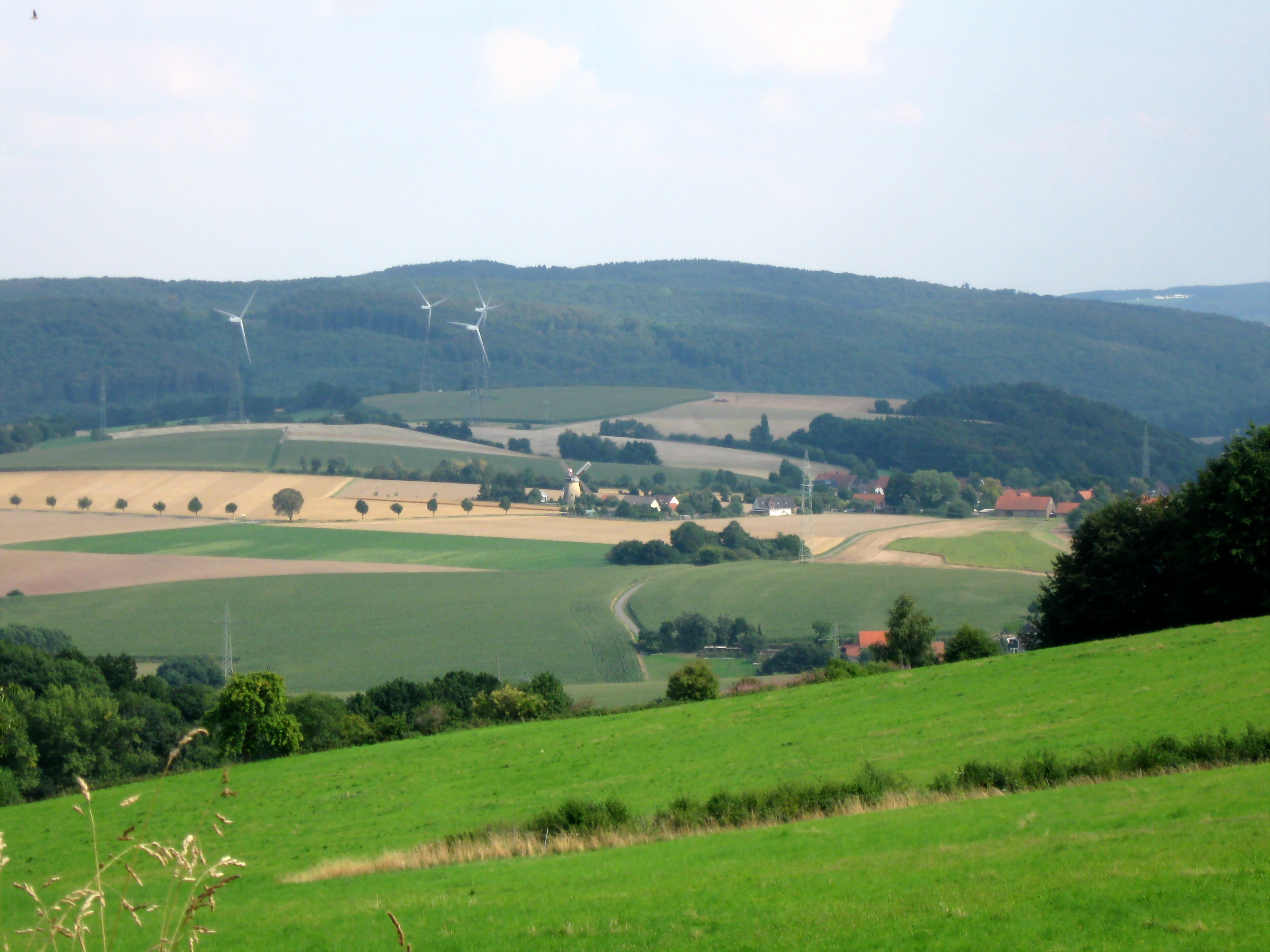
Windmolen Bentorf met windturbines
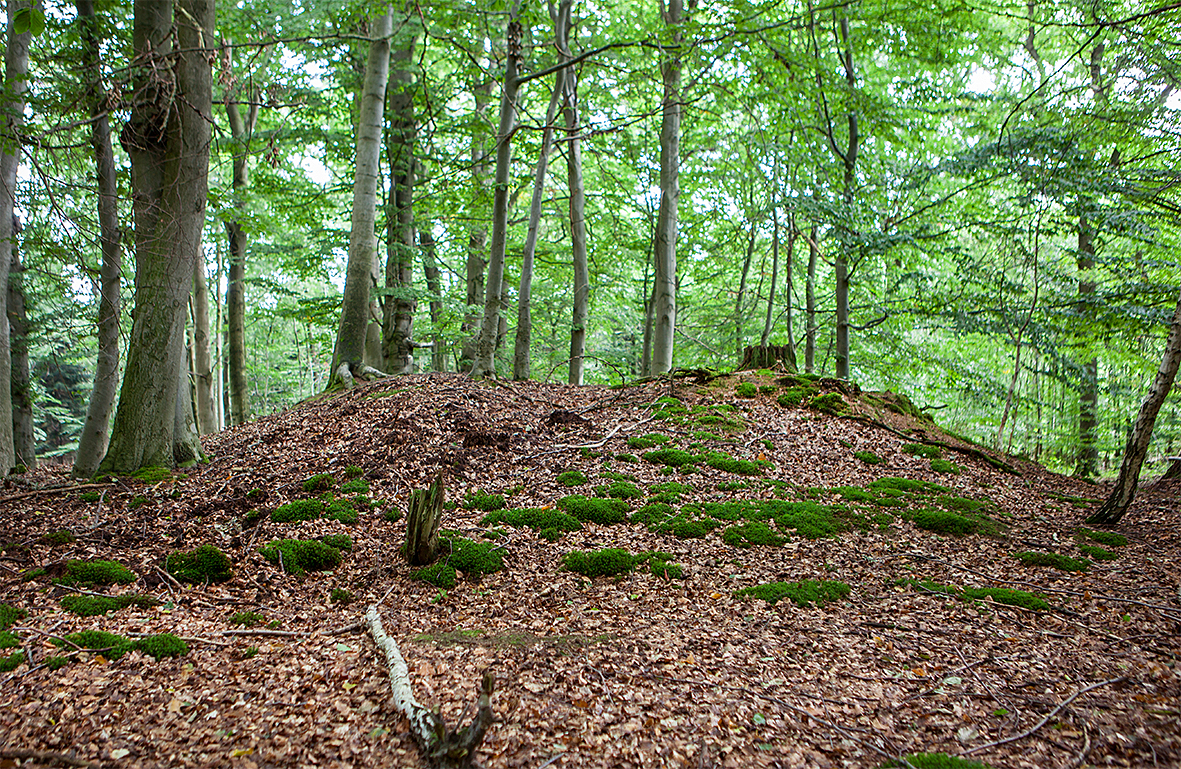
Oude grafheuvel bij Kalldorf op de Haiberg
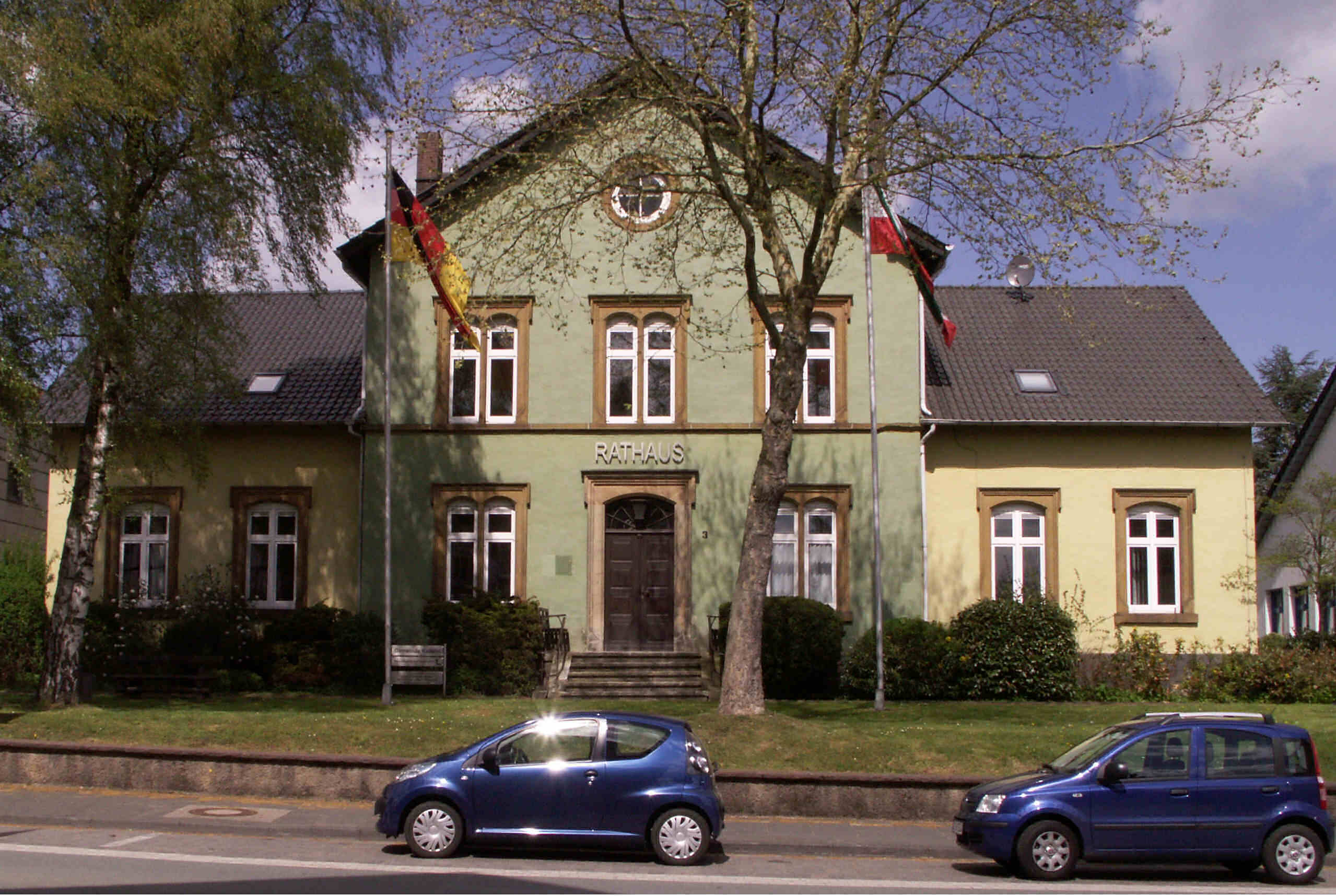
Gemeentehuis te Hohenhausen (oude gedeelte)
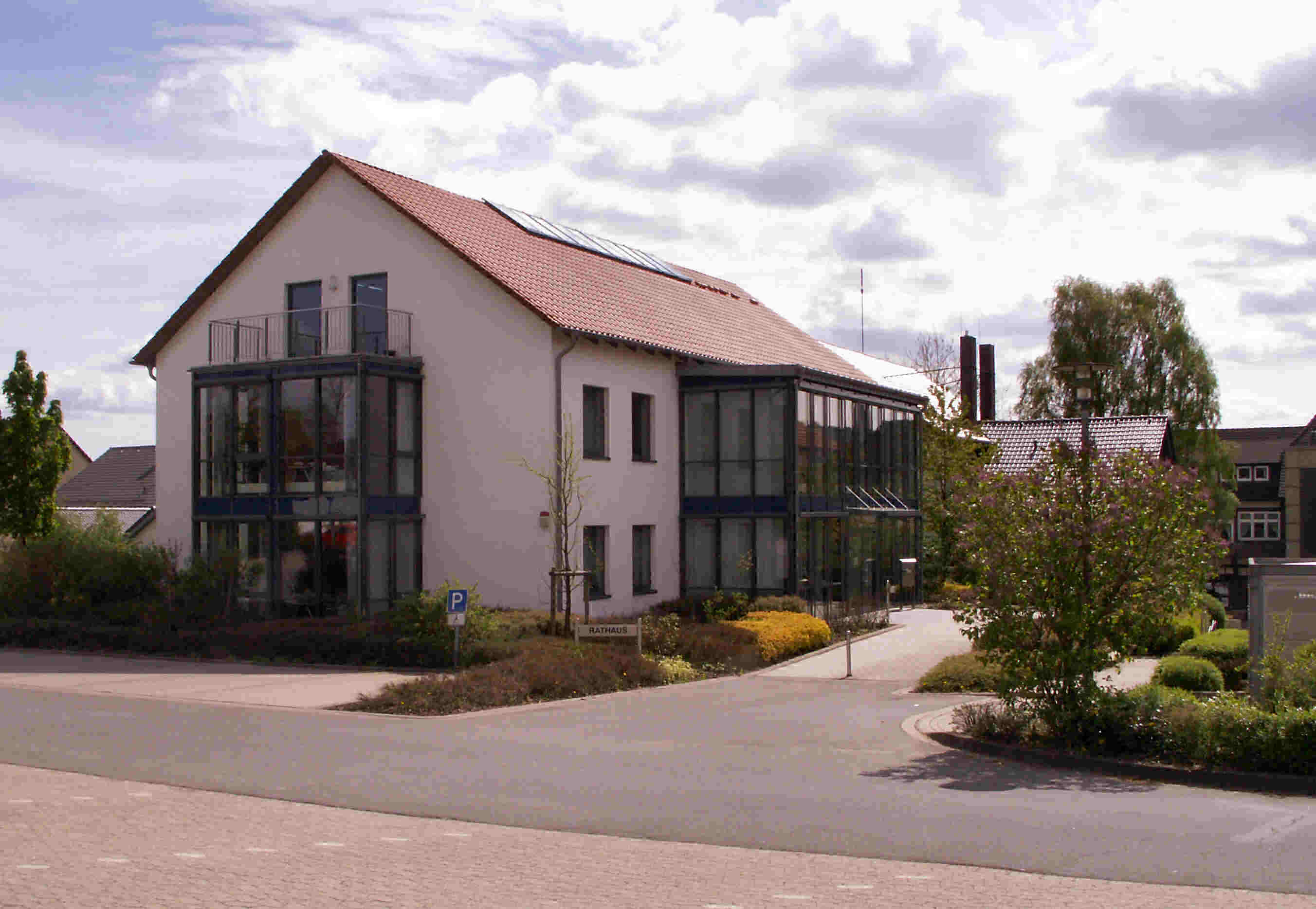
Gemeentehuis, nieuwe gedeelte
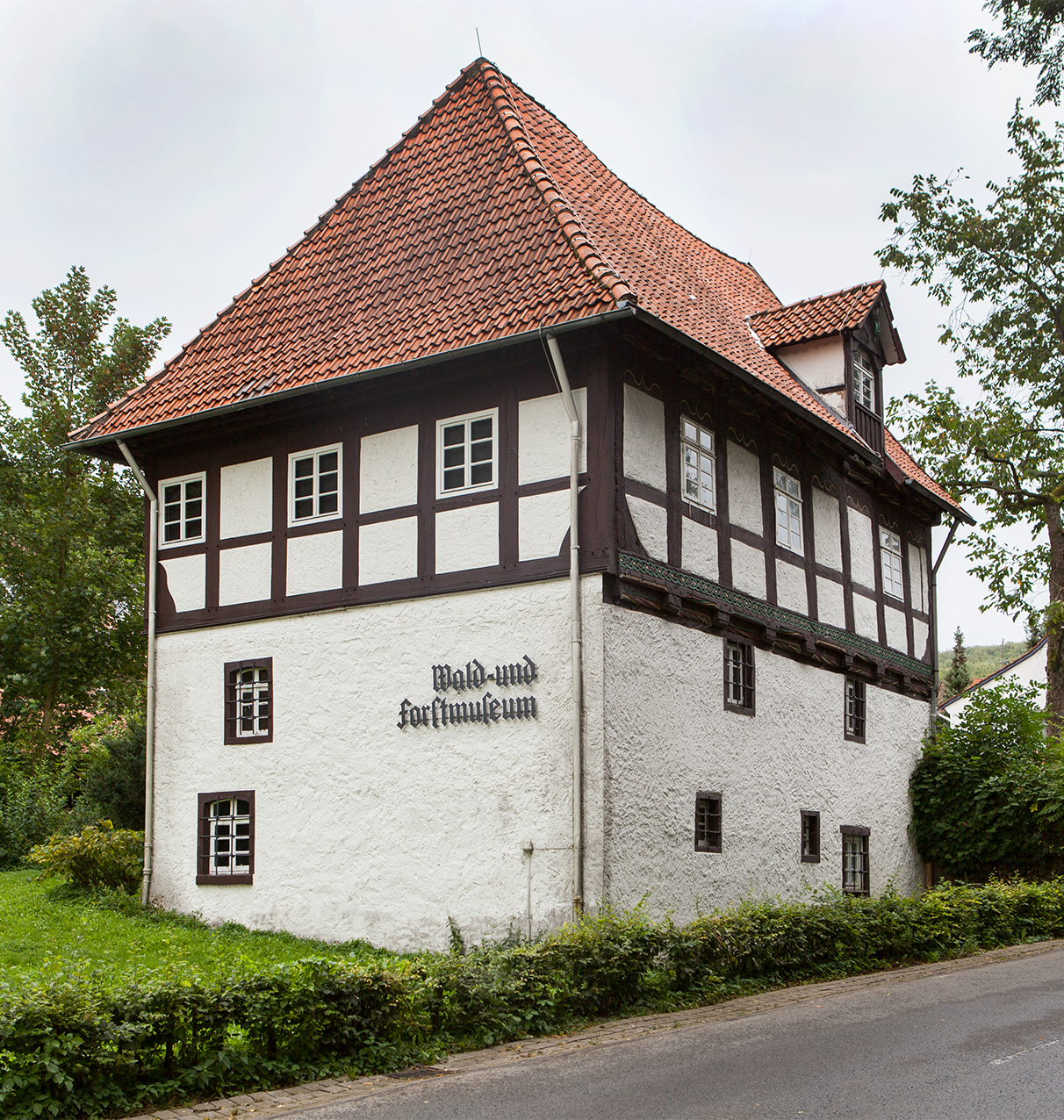
Bosmuseum, Heidelbeck
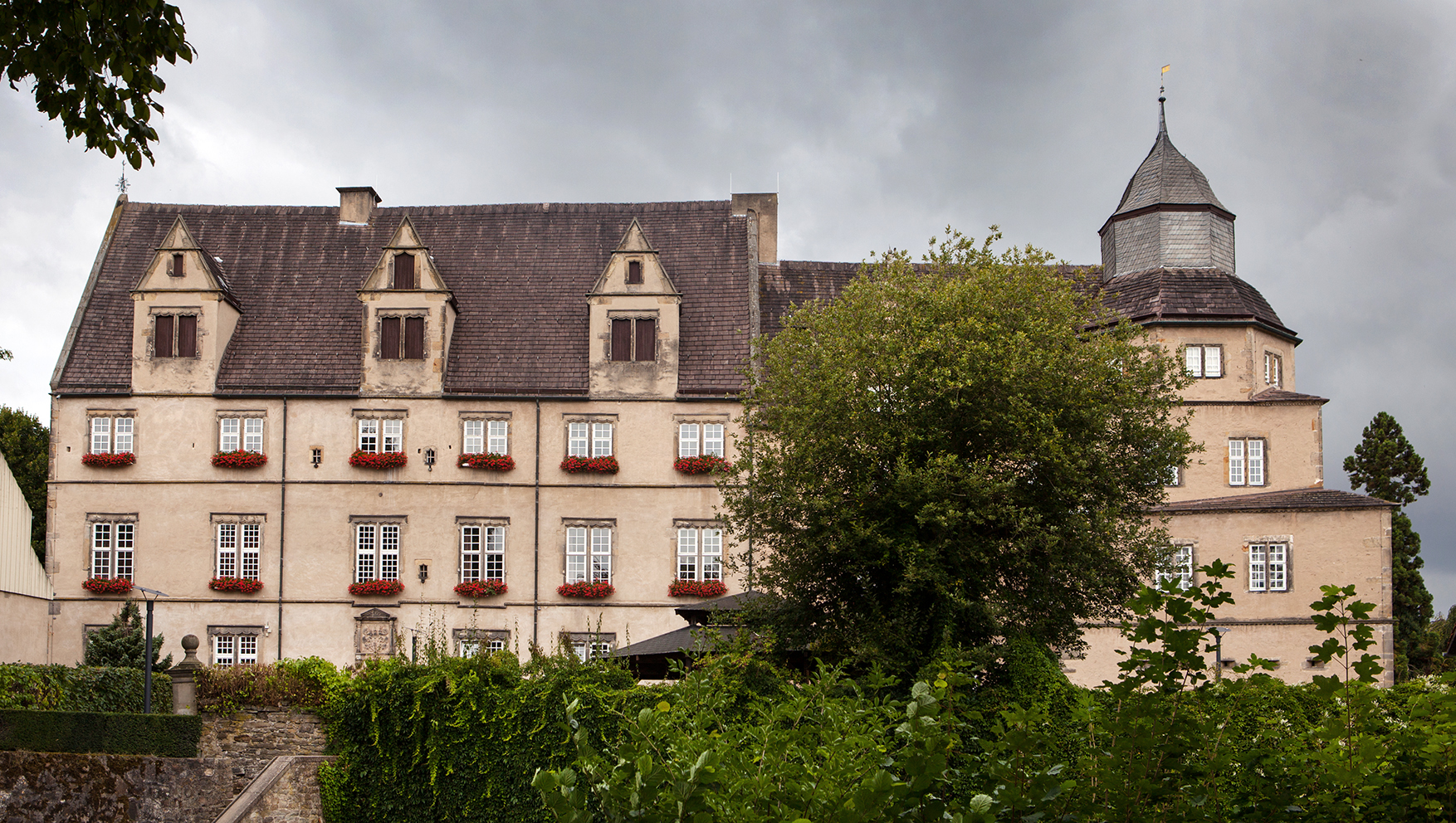
Kasteel te Varenholz (school)
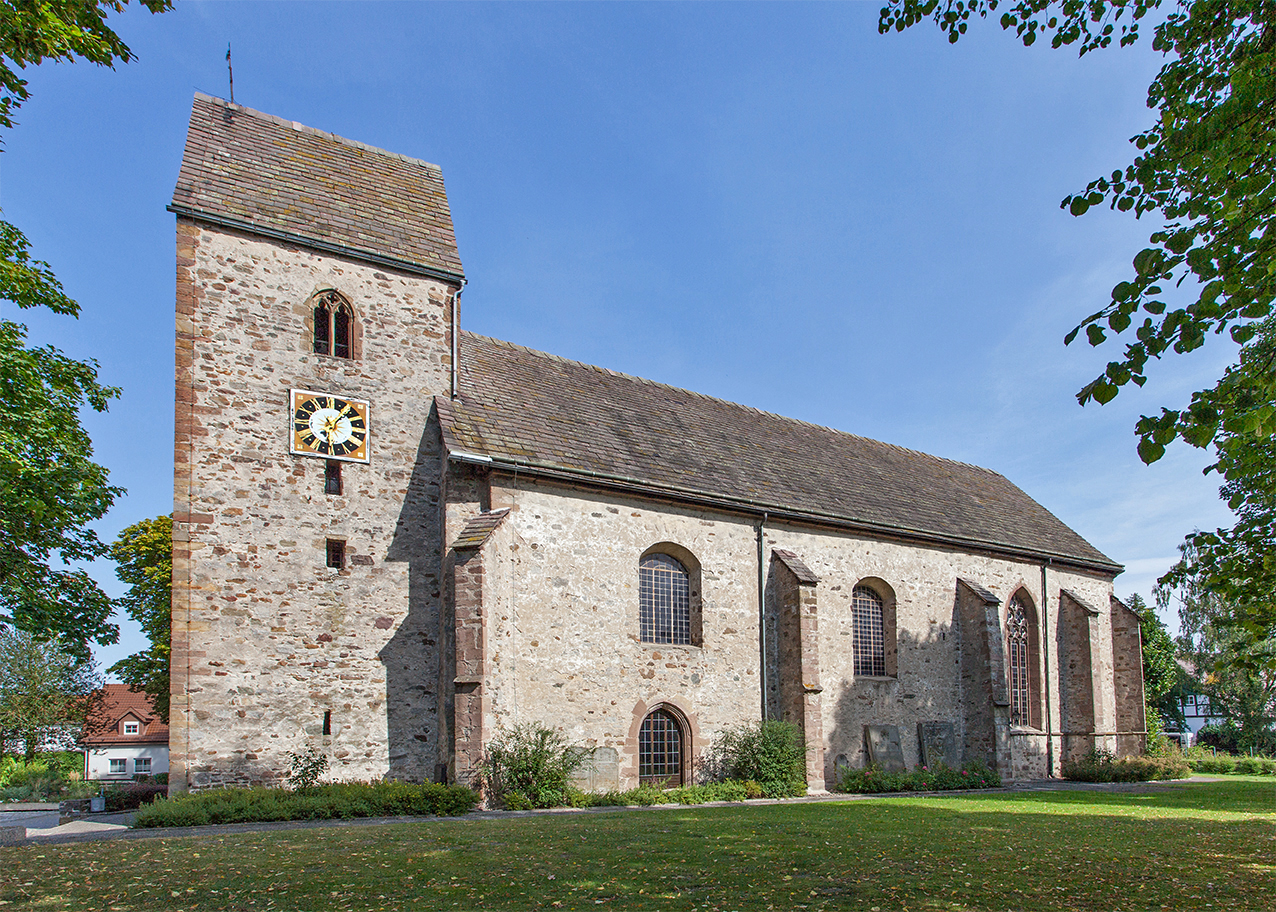
Langenholzhausen, evangelisch-gereformeerde kerk
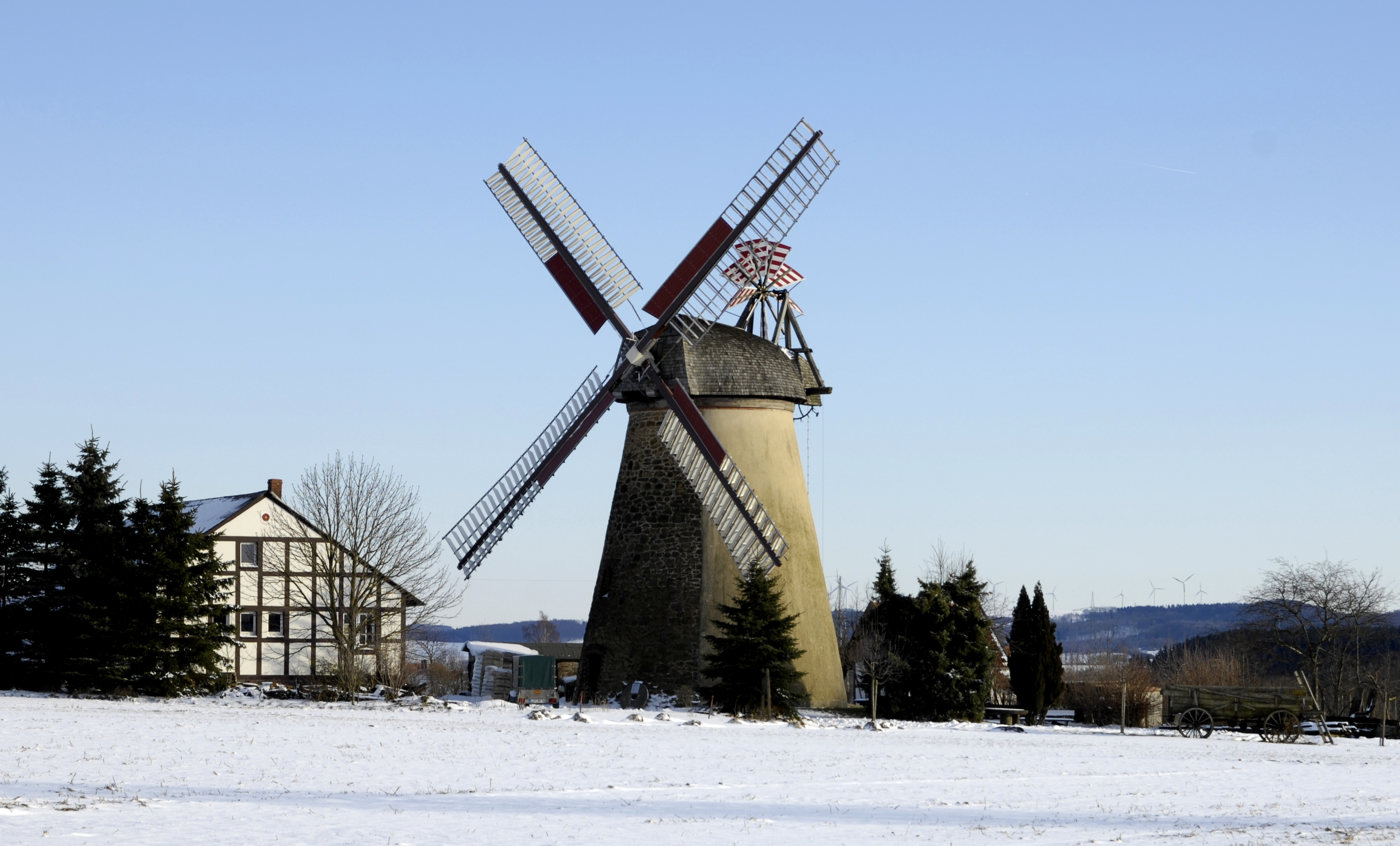
Molen te Bentorf
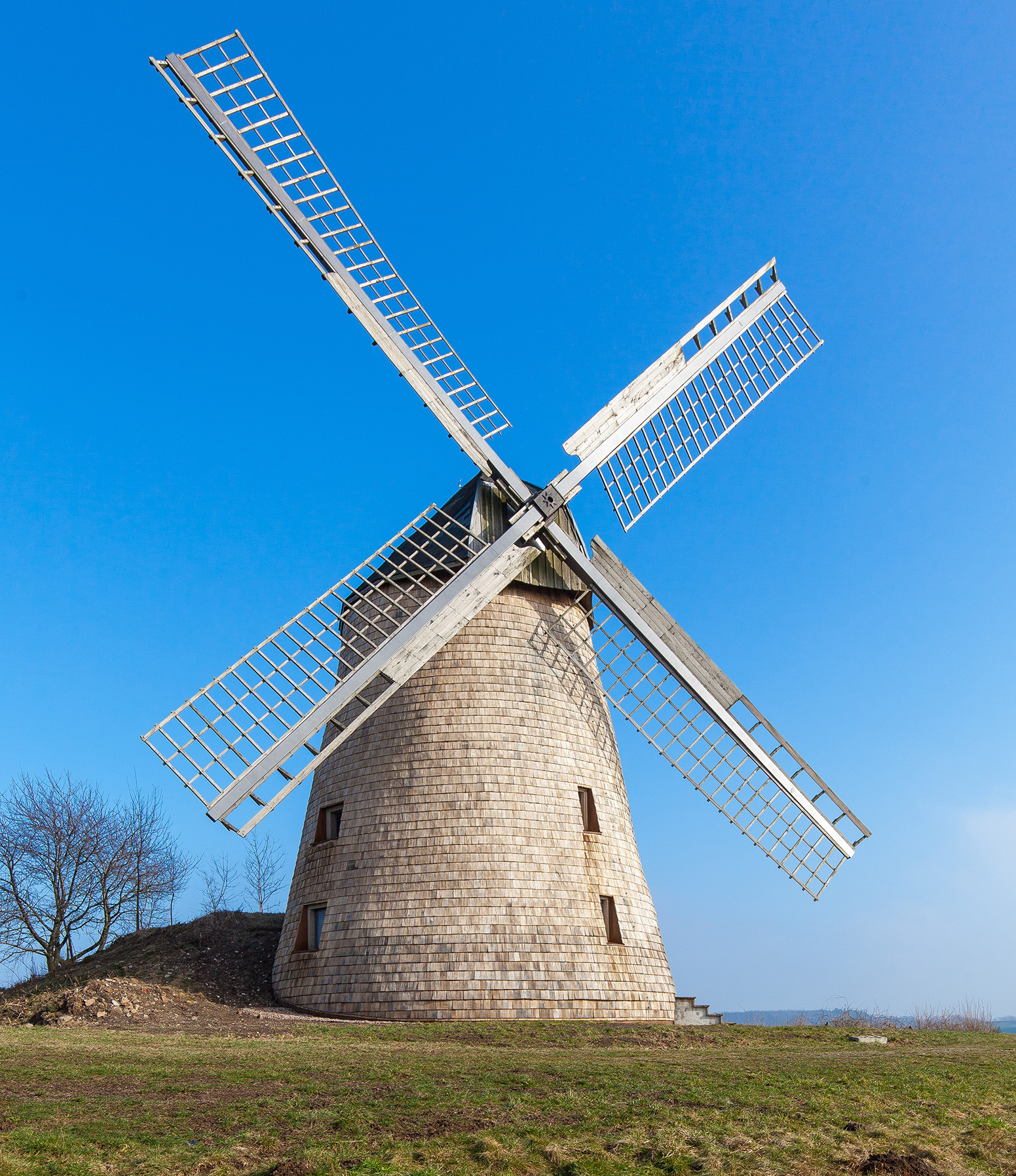
Molen te Bavenhausen
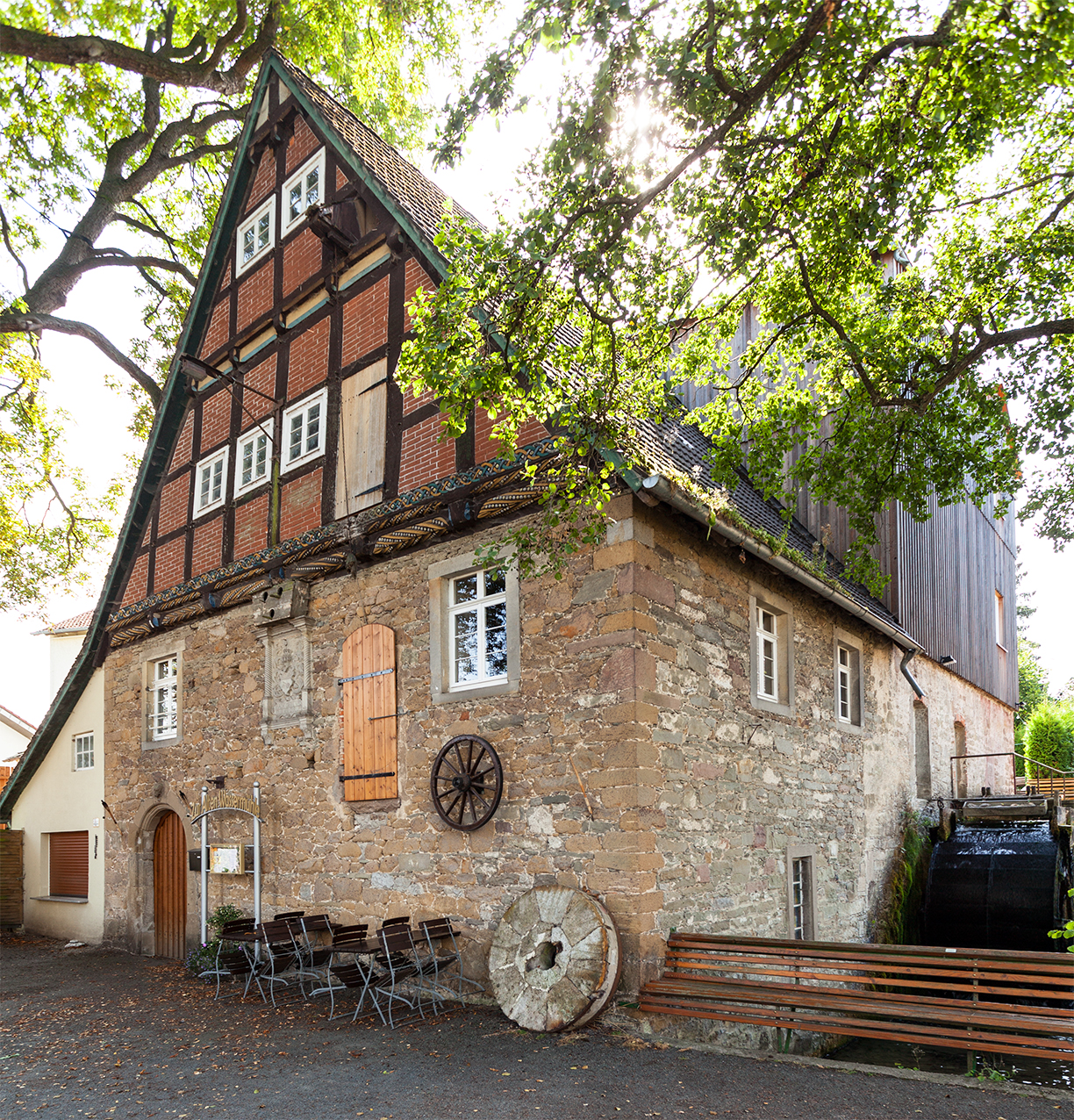
Zgn. vorstelijke[3] erfpacht-watermolen, Langenholzhausen
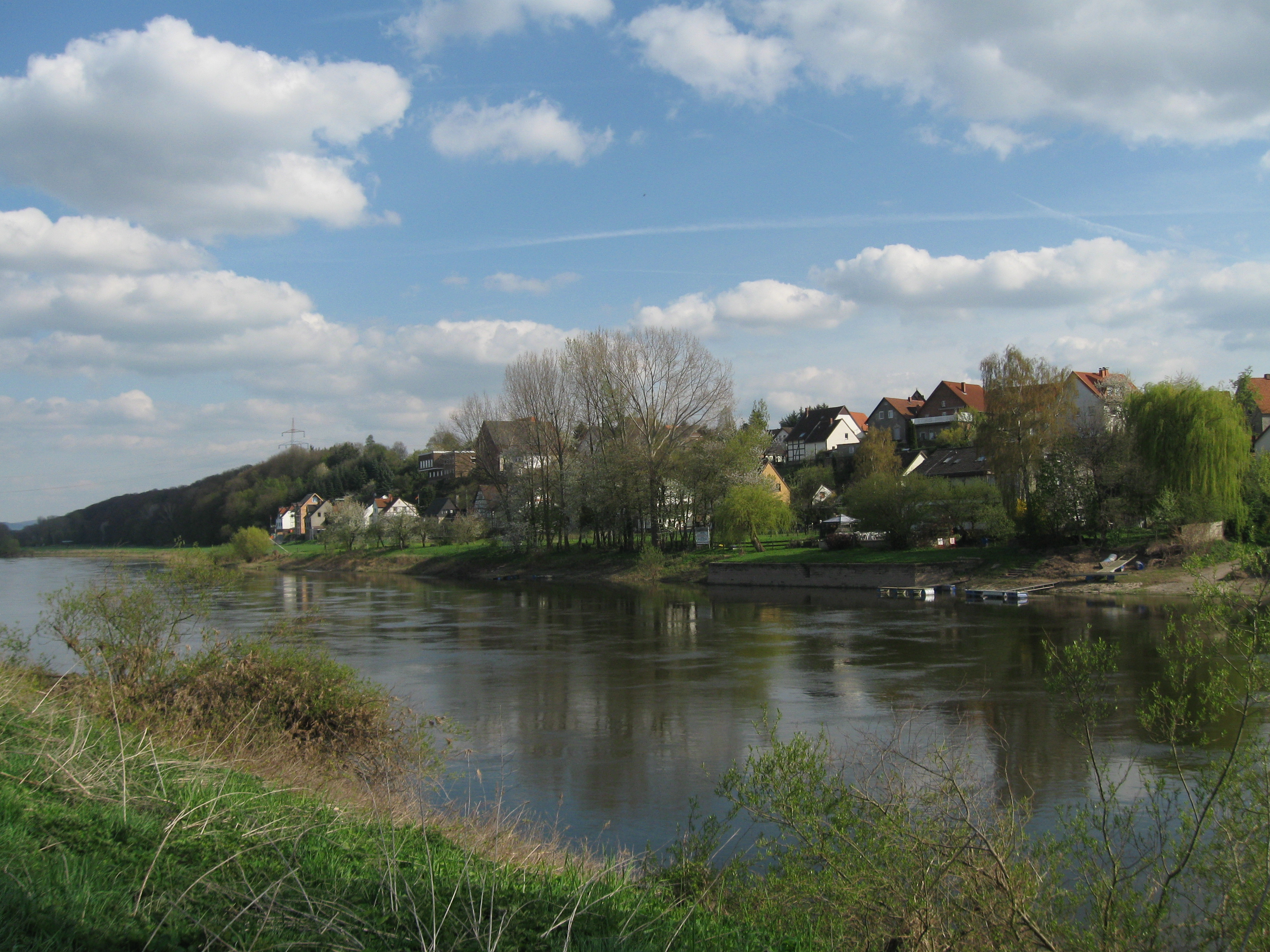
De Wezer bij Erder
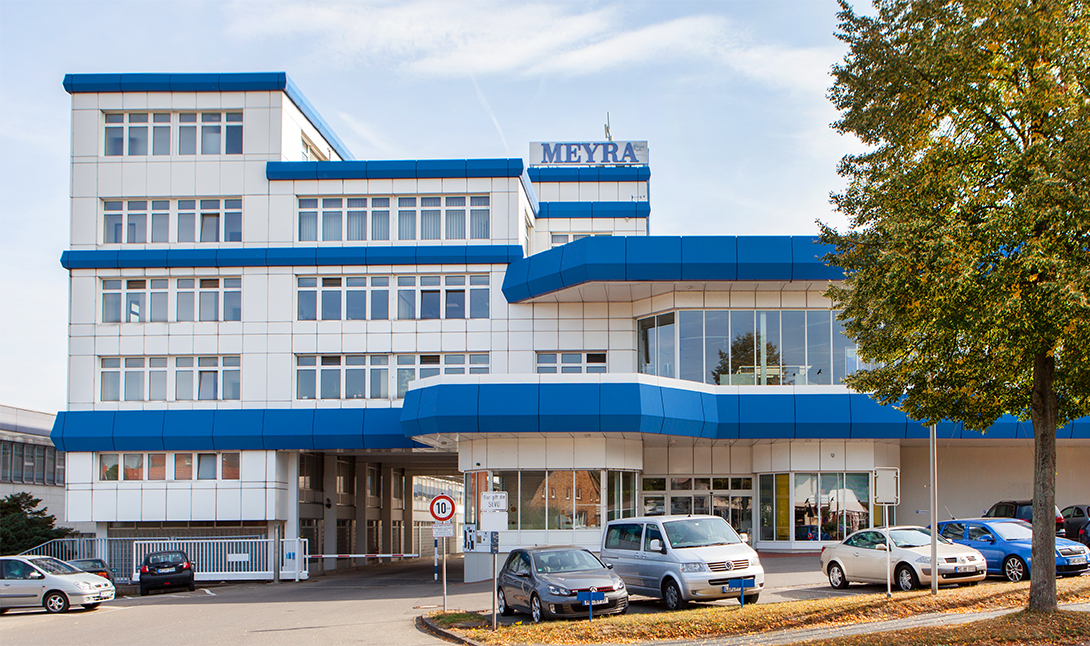
Kalldorf, bedrijfspand Meyra-Ortopedia
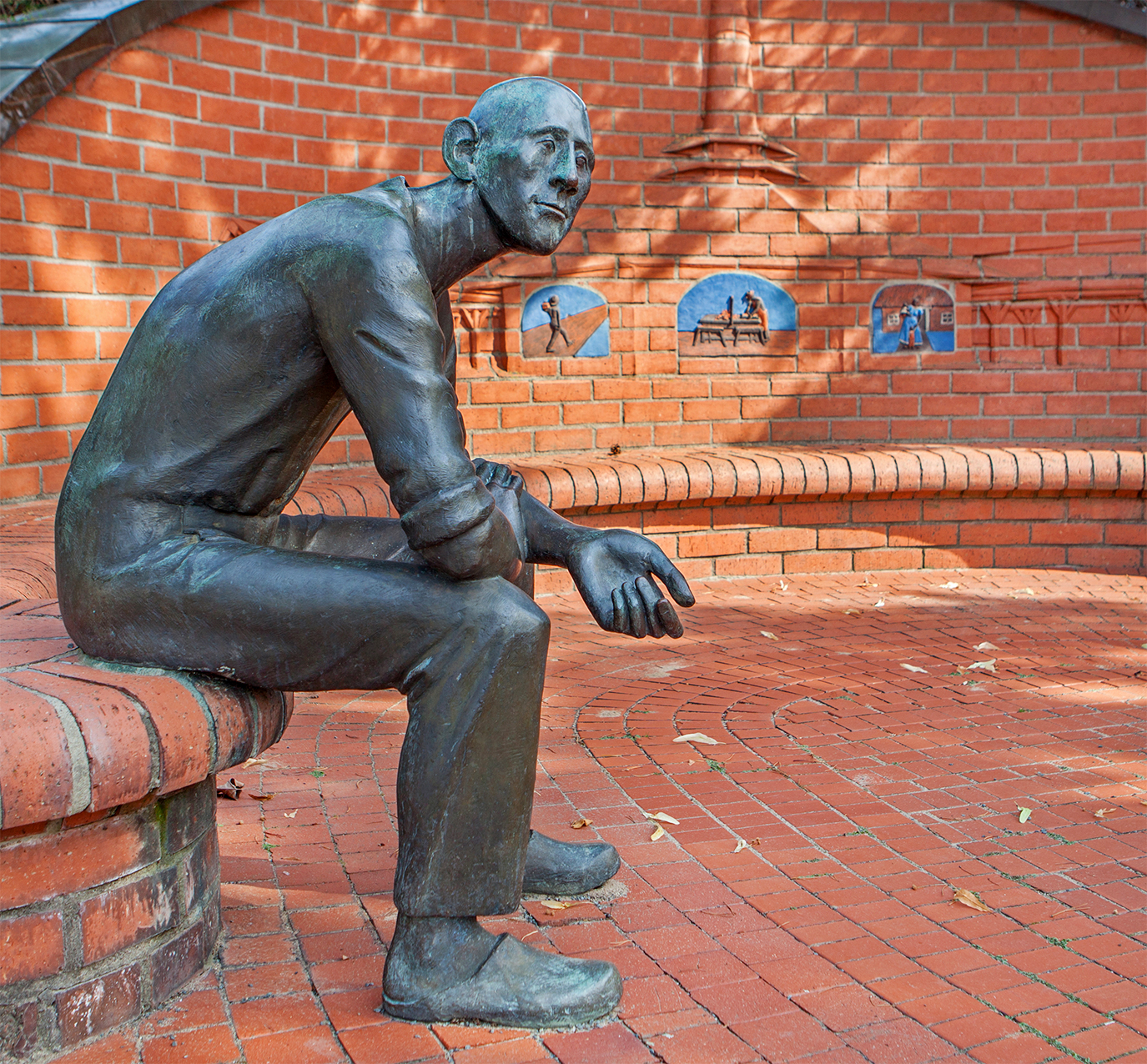
Kalldorf, monument De steenbakker

## Belangrijke personen in relatie tot de gemeente
- Johan van Rijswijck (* rond 1550 in Middelburg (?); † 25 januari 1612 in Varenholz; begraven te Langenholzhausen), Nederlands vestingbouwer, rond 1600 o.a. betrokken bij de aanleg van gemoderniseerde vestingwerken rondom de stad Bremen
- Stephan Ludwig Jacobi  (* 1711 in Hohenhausen; † 1784 ibidem), Duits uitvinder, wordt beschouwd als de uitvinder der kunstmatige inseminatie in de viskwekerij in Duitsland

Augustdorf · Bad Salzuflen · Barntrup · Blomberg · Detmold · Dörentrup · Extertal · Horn-Bad Meinberg · Kalletal · Lage · Lemgo · Leopoldshöhe · Lügde · Oerlinghausen · Schieder-Schwalenberg · Schlangen